# Курт Бадер
Курт Бадер (нім. Kurt Bader; 26 лютого 1899, Мангайм — 1 червня 1959, Мюлльгайм) — німецький юрист, бригадефюрер СС (квітень 1941) і генерал-майор поліції (1943).

## Біографія
Син інженера. З 1917 року — учасник Першої світової війни, лейтенант. В березні 1920 року як боєць фрайкору брав участь у Каппському заколоті й у бойових діях проти Рурської Червоної армії. З квітня 1920 по вересень 1922 року служив у поліції Бадена. В 1922-1925 роках вивчав право у Фрайбурзькому університеті, здобув ступінь доктора права.З середини червня 1929 року працював у суді Мангайма, в грудні того ж року переведений у міністерство внутрішніх справ Бадена. В травні 1932 року вступив у НСДАП (партійний квиток №3 079 935), в квітня 1933 року — в СС (№103 169).
З березня 1933 року — виконувач обов'язків начальника поліцейського управління міністерства внутрішніх справ Бадена. На цій посаді Бадер здійснював кадрову перебудову поліції за нацистським зразком. З початку червня 1934 року 2 роки працював у рейхсміністерстві внутрішніх справ, після чого — в головному управлінні поліції порядку. В 1938 році начальник поліції порядку Курт Далюге назвав Бадера одним із своїх найкращих співробітників. З грудня 1940 по червень 1943 року — начальник 2-ї групи головного управління поліції порядку. З вересня 1943 року і до кінця Другої світової війни — інспектор поліції порядку у Відні.
Після війни був інтернований і пройшов денацифікацію, після чого розпочав адвокатську практику.

## Нагороди[3]
- Залізний хрест 2-го і 1-го класу[4]
- Нагрудний знак «За поранення» в чорному[4]
- Почесний хрест ветерана війни з мечами
- Кільце «Мертва голова»
- Почесна шпага рейхсфюрера СС
- Медаль «За вислугу років у поліції» 3-го, 2-го і 1-го класу (25 років)[4]
- Хрест Воєнних заслуг 2-го і 1-го класу з мечами